# Guyanezen in Nederland
Met Guyanezen in Nederland worden in Nederland wonende Guyanezen, of Nederlanders van Guyanese afkomst aangeduid. Volgens het Centraal Bureau voor de Statistiek (CBS) woonden er per 1 januari 2019 zo’n 4.249 Nederlanders met een Guyanese migratieachtergrond in Nederland. Veel Guyanezen zijn (nakomelingen van) migranten die voorheen in Suriname woonden en na de onafhankelijkheid van Suriname in 1975, samen met Surinamers, vanuit Suriname naar Nederland kwamen.

## Aantal
| Eerste generatie | 2.161 | 2.306 | 2.381 | 2.318 | 2.273 | 2.231 |
| Tweede generatie | 1.124 | 1.352 | 1.635 | 1.791 | 1.945 | 2.018 |
| aantal Guyanezen | 3.285 | 3.658 | 4.016 | 4.109 | 4.218 | 4.249 |

## Bekende Guyanezen in Nederland
- Hermina Huiswoud, politiek activiste
- Terell Ondaan, voetballer
- Tara Singh Varma, politicus